# Sein letztes Kommando (1935)
Sein letztes Kommando (Originaltitel: Annapolis Farewell) ist ein US-amerikanisches Filmdrama aus dem Jahr 1935 von Alexander Hall mit Guy Standing und Rosalind Keith in den Hauptrollen. Das Drehbuch basiert auf der Kurzgeschichte Target von Stephen Morehouse Avery.

## Handlung
An der Marineakademie von Annapolis erinnert sich der pensionierte Commodore Fitzhugh, der vom Zustand der modernen Marine desillusioniert ist, an seine Tage als Kommandant der USS Congress und insbesondere an seine Teilnahme an der Schlacht in der Bucht von Manila unter Admiral Dewey während des Spanisch-Amerikanischen Krieges. 
Unter den neu angekommenen Absolventen sind Morton Haley, der jüngere Bruder des Offiziers Duncan Haley, und Boyce Avery. Morton interessiert sich mehr für Football und Mädchen als für die Marine und gerät in Schwierigkeiten, als er Duncan erzählt, dass Boyce krank sei, um Boyces Freundin Madeleine Deming, die aus einer anderen Stadt stammt, zum Ball im Juni mitzunehmen. Morton trifft Madeleine am Bahnhof und begleitet sie zu Fitzhughs Haus. Da Morton ein scheinbares Interesse an den Kongress-Geschichten des Kommandanten bekundet hat, willigt Fitzhugh ein, Madeleine bei sich zu Hause wohnen zu lassen. Als Duncan Mortons Plan durchschaut, befiehlt er ihm, auf dem Footballfeld ein Kleeblatt zu suchen, woraufhin Morton den Ball verfehlt. Er weigert sich jedoch, Boyce zu verraten, wo Madeleine wohnt, und Madeleine sagt Fitzhugh schließlich, dass es an ihm sei, den Namen der Marine zu retten, indem er sie zum Tanz mitnehme. Dort führt der Kommandant stolz einen Marsch über die Tanzfläche zu Stars and Stripes Forever an und gesteht Madeleine, dass er den glücklichsten Moment seines Lebens erlebt habe. 
Bei der Abschlussfeier kommen Gerüchte auf, dass Duncan die Marine verlassen werde, um eine Karriere als Profi-Footballer zu beginnen, aber Duncan bleibt der Marine treu. Während die USS Congress im Hafen liegt, nennt Fitzhugh sie, während er liebevoll aufs Meer blickt, sein Schiff. Morton, verbittert über das Schicksal seines eigenen Vaters bei der Marine, warnt Duncan, dass die Marine die USS Congress als Zielscheibe benutzen wird. Fitzhugh hört diese Bemerkung mit und Morton sagt ihm schonungslos, dass sie sein Schiff versenken werden. Fitzhugh appelliert an die Marinebehörden, das Schiff zu retten, stößt jedoch auf Gleichgültigkeit. In tiefer Trauer durchlebt Fitzhugh die Schlacht in der Bucht von Manila noch einmal in Gedanken und befiehlt dann einem Matrosen, ihn zum Schiff hinauszurudern. Während Fitzhugh auf dem Schiff schläft, wird es vor Cape Henry geschleppt, um dort Schießübungen zu machen. Der Commodore wacht desorientiert auf und glaubt, er sei in der Vergangenheit, und als die Matrosen vom Ufer aus angreifen, glaubt er, die Schlacht tobe. Als Wasser in das Schiff eindringt, wird der Kommandant von einem Trümmerstück am Kopf getroffen und sinkt mit dem Schiff, während er flüstert, er sei Teil eines der größten Momente der Geschichte. 
An Land meldet Fitzhughs treue Dienerin Miranda den Kommandanten als vermisst und sagt, sie habe gesehen, wie er zum Schiff gerudert wurde. Morton beschuldigt sich selbst, den Kommandanten getötet zu haben, weil er der Schütze war, der einen Volltreffer auf die Brücke verursachte. Bei Fitzhughs Beerdigung wird ihm ein Nachruf gezollt, weil er nach den Worten „Gib das Schiff nicht auf“ gelebt hat. Morton, Boyce und Duncan trauern im Gedenken an einen großen Marinesoldaten.

## Hintergrund
Dieser Film ist der Marine gewidmet, hren Offizieren und Mannschaften, insbesondere den Offizieren und Fähnrichen der U.S. Naval Academy. Laut einer Pressemeldung dauerte die Vorschau 90 Minuten, was darauf schließen lässt, dass vor der allgemeinen Veröffentlichung beträchtliche Mengen an Filmmaterial herausgeschnitten wurden. 
Nachrichtenmeldungen Anfang April 1935 zufolge sollten Henry Hathaway und Lewis Milestone zu verschiedenen Zeitpunkten diesen Film drehen, der an der U.S. Naval Academy in Annapolis gedreht wurde. Am 7. Mai 1935 wurde berichtet, dass am Tag zuvor ein Flugzeug der Trans World Airlines mit einer Filmcrew an Bord, die Außenaufnahmen an der Naval Academy drehen sollte, in der Nähe von Atlanta, Missouri abgestürzt war, wobei vier Menschen ums Leben kamen. Unter den Toten war auch US-Senator Bronson M. Cutting aus New Mexico. Unter den Verletzten waren Regisseur Richard Wallace und Aufnahmeleiter Paul Wing.
Eine komplett neue Crew wurde engagiert, und Alexander Hall übernahm die Regie, obwohl das Studio Alfred Santell hatte verpflichten wollen, der aber nicht verfügbar war. Laut einer Meldung 22. Januar 1936 verklagte der Kameramann Henry Sharp, der vor dem Flugzeugabsturz für die Dreharbeiten zu diesem Film eingeplant war, TWA auf 513.000 Dollar Schadensersatz (2024: ca. 11,8 Millionen Dollar) und warf dem Unternehmen Fahrlässigkeit beim Betrieb des Flugzeugs vor. 
Am 17. Mai 1935 hieß es, dass die Filmcrew aufgrund einer Scharlachepidemie in Annapolis gezwungen war, in Baltimore unterzukommen und zu den Dreharbeiten nach Annapolis zu pendeln. Am 25. Juni 1935 wurde berichtet, dass der Schauspieler John Cox seinen Namen in John Howard geändert hatte. Dies ist der erste Film, in dem er unter seinem neuen Namen aufgeführt wurde.

## Veröffentlichung
Die Premiere des Films fand am 15. August 1935 gleichzeitig in Washington, D.C., New York und San Diego statt. Im Deutschen Reich kam er am 7. Februar 1936 in die Kinos.

## Kritiken
Frank S. Nugent von der The New York Times schrieb, die Hintergründe des Films seien farbenfroh. Abgesehen vom Hauptdarsteller seien die anderen Mitglieder der Besetzung unbedeutend, aber Tom Brown als frecher Fähnrich, John Howard als sein älterer Bruder und Louise Beavers als Haushälterin liefern gute Leistungen. Zusammenfassend lasse sich sagen, dass der Film extrem sentimental sei, ein vertrautes Muster aufweise, aber trotz allem außerordentlich gut gemacht sei.